# Panagia Chorteni

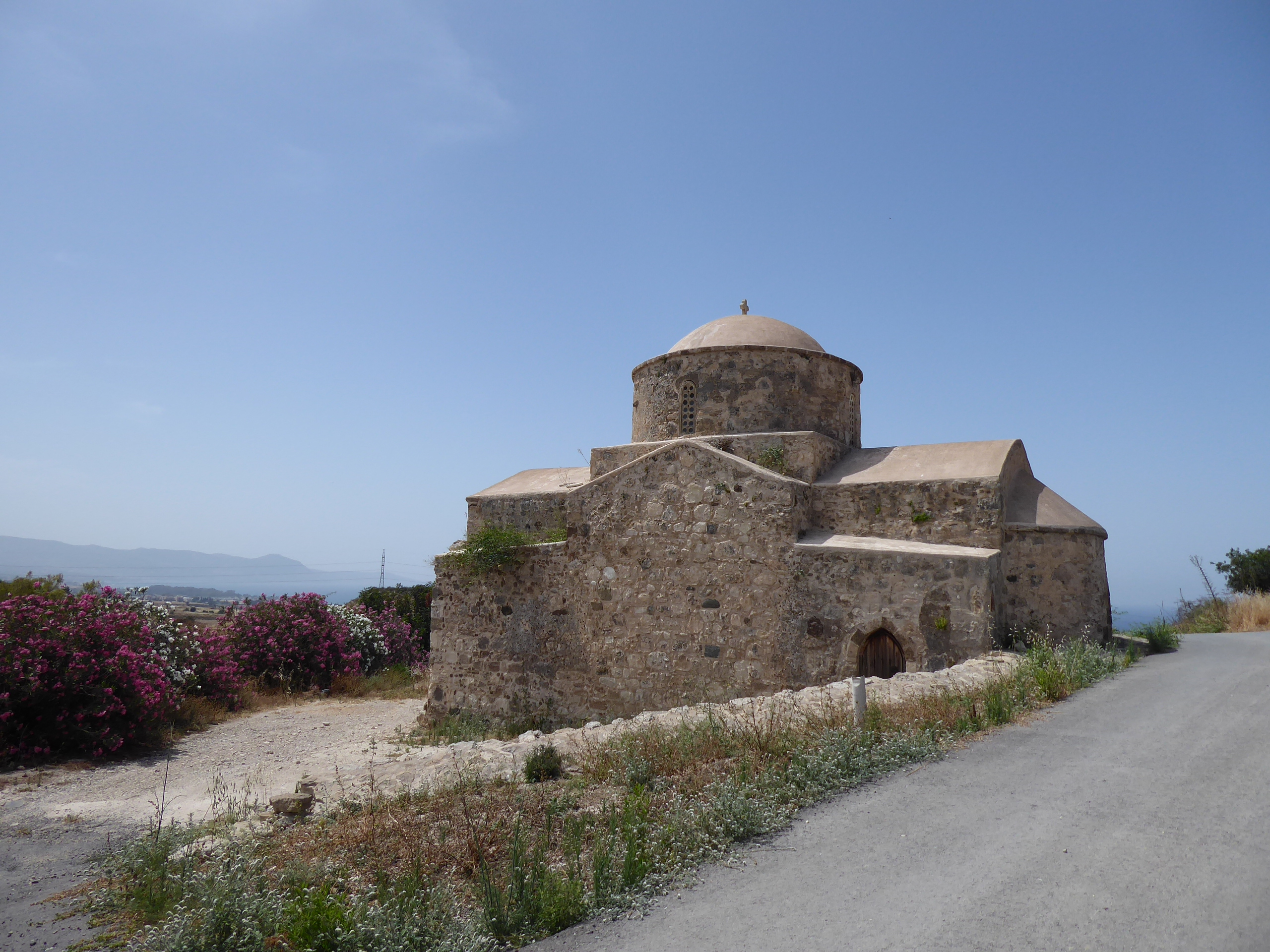
Die Panagia Chorteni

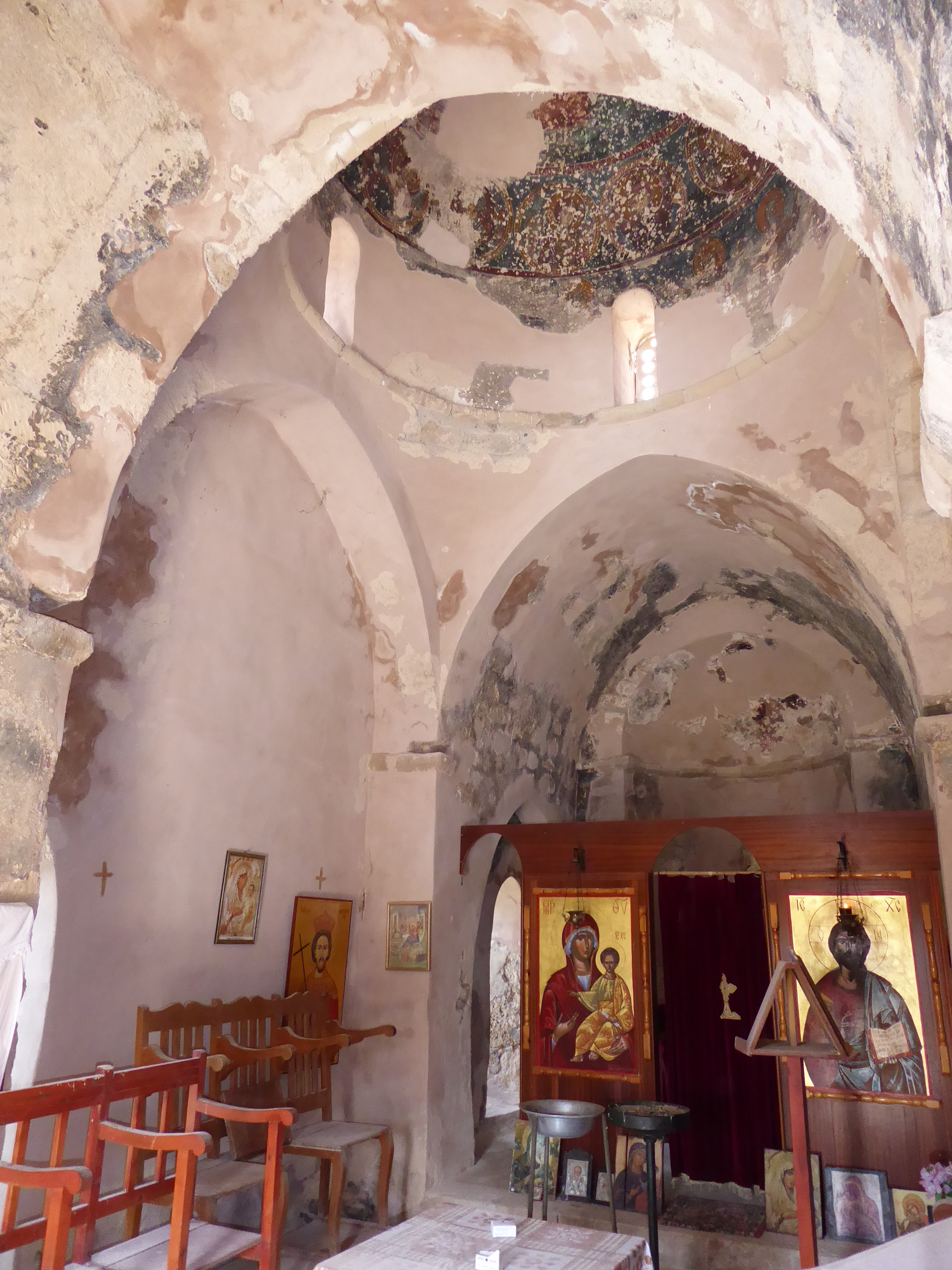
Inneres Richtung Chor

Die Panagia Chorteni (griechisch Παναγία Χόρτενη) ist ein Kirchengebäude der zyprisch-orthodoxen Kirche etwa 1,5 Kilometer nördlich des Dorfes Pelathousa (Bezirk Paphos) auf Zypern. Die Kirche steht frei auf einer hügeligen Ebene oberhalb des Mittelmeeres. Die nächstgelegene Stadt ist Polis Chrysochous.

## Geschichte
Die Kirche entstand im 14./15. Jahrhundert als Gotteshaus für die seit der osmanischen Eroberung der Insel aufgegebene Ortschaft Chortainis. Obwohl vermutlich nicht für den lateinischen Ritus entstanden, zeigt sie die für Zypern typischen Einflüsse fränkischer Bauformen unter der Kreuzfahrerherrschaft des Hauses Lusignan auf die byzantinische Kirchenarchitektur mit der Verwendung gotischer Portale mit Spitzbögen sowie einer Überwölbung mit einer Spitztonne im Inneren.
Im Inneren haben sich geringe Reste von Fresken aus dem späten 15. Jahrhundert erhalten. Darunter Teile einer Darstellung Christi als Pantokrator in der Kuppel mit Engeln. Unter den Fenstern der Kuppel sind Abbildungen von Propheten erhalten, außerdem findet sich ein Teil der Darstellung der Mariä Himmelfahrt im westlichen Blendbogen der Nordwand. Andere Freskenreste lassen sich wegen zu starker Beschädigung nicht zuordnen. Auf der Nordseite der Kirche befand sich ursprünglich eine Seitenkapelle, von der nur noch die Grundmauern mit einer Halbkreisapsis erhalten sind.